# Queanbeyan
Queanbeyan ist eine Stadt und Hauptort der Local Government Area Queanbeyan City im Südosten des australischen Bundesstaates New South Wales. Die Stadt grenzt unmittelbar an die australische Hauptstadt Canberra und das Australian Capital Territory. Die Distanz zwischen den beiden Stadtzentren beträgt rund 10 Kilometer. Die Grenze verläuft entlang der Bahnlinie. Durch die Stadt fließt der Queanbeyan River. Im Jahr 2021 zählte Queanbeyan 37.511 Einwohner, die Fläche des Stadtgebiets beträgt 28,8 km².

## Persönlichkeiten
Söhne und Töchter der Stadt:
- Basil Dickinson (1915–2013), Weit- und Dreispringer
- George Lazenby (* 1939), Dressman und Schauspieler (James Bond 007 – Im Geheimdienst Ihrer Majestät)
- Heather McKay, geb. Blundell (* 1941), Squashspielerin
- David Campese (* 1962), ehemaliger Rugby-Union-Spieler
- John Barilaro (* 1971), Politiker der National Party of Australia
- Megan Still, verh. Marcks (* 1972), ehemalige Ruderin
- Suzanne Balogh (* 1973), Sportschützin
- Mark Webber (* 1976), Formel-1-Rennfahrer